# Jordan Stewart (taekwondo)
Pour les articles homonymes, voir Jordan Stewart et Stewart.
Jordan Isaiah Drake Stewart, né le 28 décembre 1996 à Vaughan (Ontario), est un taekwondoïste canadien.

## Carrière
Dans la catégorie des moins de 87 kg, il remporte la médaille de bronze aux Championnats panaméricains 2016 à Santiago de Querétaro, la médaille d'or aux Championnats du Commonwealth 2017 à Montréal, la médaille de bronze aux Championnats panaméricains 2018 à Spokane et aux Jeux mondiaux militaires de 2019 à Wuhan.